# Julius Lippert (lärare)

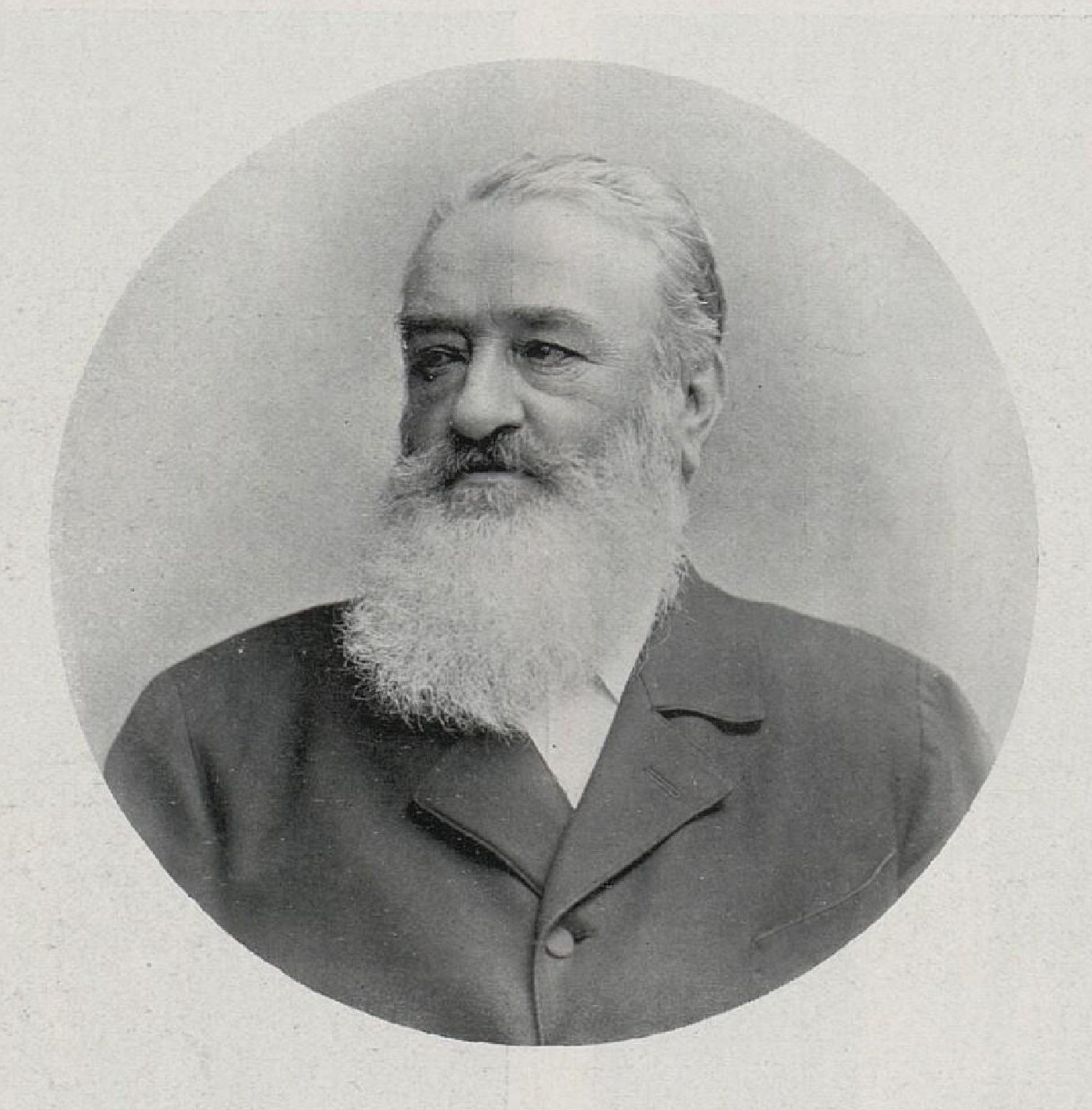

Julius Lippert, född den 12 april 1839 i Braunau i Böhmen, död den 12 november 1909 i Prag, var en österrikisk kulturhistoriker.
Lippert, som 1863-68 var lärare vid gymnasiet i Leitmeritz och 1868-74 direktor för kommunrealskolan i Budweis, var en bland stiftarna av Tyska föreningen för allmännyttiga kunskapers spridande i Prag, för vars räkning han utarbetat en mängd folkläroböcker i skilda ämnen. 
Lippert invaldes flera gånger i böhmiska lantdagen och blev 1888 vald till medlem av österrikiska riksrådets deputeradekammare samt tillhörde där partistyrelsen för de böhmiska tyskarnas grupp. 
Lippert har skrivit en mängd religions- och kulturhistoriska arbeten: Die religionen der europäischen Kulturvölker etc. (1881), Geschichte der Familie (1885), Kulturgeschichte der Menschheit (2 band, 1886-89), Deutsche Sittengeschichte (3 band, 1889), Sozialgeschichte Böhmens in vorhussitischer Zeit (2 band, 1895-98) med flera.